# Leo Falcam
Leo Amy Falcam (Pohnpei, 20 novembre 1935 – 12 febbraio 2018) è stato un politico micronesiano.
Falcam è stato il quinto Presidente degli Stati Federati di Micronesia. Eletto dal Congresso degli Stati Federati di Micronesia l'11 maggio del 1999 succedendo a Jacob Nena, terminò il suo mandato l'11 maggio 2003, quando venne eletto Joseph John Urusemal.